# Поранений олень
«Поранений олень» (ісп. El venado herido), також відома як «Маленький олень» (ісп. El venadito), — картина олією на ДВП мексиканської художниці Фріди Кало, написана в 1946 році. Цей твір, як і багато інших робіт мисткині, передає фізичні та емоційні страждання, які вона переживала впродовж майже всього свого життя. «Поранений олень» був написаний наприкінці життя Кало, коли її здоров'я погіршувалося. Художниця поєднує в картині доколумбові, буддійські та християнські символи, виражаючи широкий спектр впливів на свою творчість. Розміри картини невеликі й становлять лише 22,4 на 30 см. Картина зберігається в приватному зібранні.

## Історія
Приблизно в той же час, коли Фріда Кало писала цю картину, вона зробила в своєму щоденнику малюнок молодого оленя, прообразом якого, ймовірно, став її домашній олень Гранізо (ісп. Granizo).
Художниця подарувала «Пораненого оленя» своїм близьким друзям, Аркаді та Ліні Бойтлер, як весільний подарунок.

## Опис та інтерпретації
На картині Кало зобразила себе у вигляді гібрида тварини та людини: з тілом оленя та власною головою з оленячими рогами. Олень стоїть, його ноги напружені: передня права нога піднята над землею, ніби вона поранена чи рухається. У тілі оленя дев'ять стріл, із ран тече кров. Олень перебуває в лісі, дев'ять дерев зображені праворуч від оленя, зламана гілка лежить на передньому плані. Видно лише стовбури дерев, листя вище не видно. На одному з дерев на передньому плані обрубана гілка, ймовірно, це вона лежить на землі перед оленем. Зламана гілка виділяється на тлі лісового ґрунту. Кало зобразила оленя в настороженій позі, з власним автопортретом замість оленячої морди. Її стоїчний погляд звернено на глядача, на обличчі немає ознак болю, шия й голова випрямлені. Із потилиці, за людськими вухами самої Кало, стирчить пара оленячих вух. На задньому плані, на тлі водної гладі, яку можна побачити крізь стовбури дерев, зображено білу хмару, з неї вдаряє блискавка. У лівому нижньому куті картини, після підпису художниці та року створення, написано слово «карма» (karma). Поранений олень зображений переважно в зелених, коричневих та сірих тонах із невеликими вкрапленнями синього та червоного кольорів.
У цій картині Кало ділиться з глядачем своїм болем, який переслідував її все життя. Біль, що вона передає не лише як фізичне почуття, а також як емоційне страждання, спричинений її стосунками з Дієго Ріверою. Порівняно з грандіозними фресками її мексиканських сучасників, таких як Рівера, Давид Альфаро Сікейрос та Хосе Клементе Ороско, картини Кало були маленькими. Ряд критиків інтерпретують масштаб її робіт як ознаку ізоляції, яка підкреслювала її хворобливий стан.
Зламана гілка на картині перегукується з мексиканською традицією класти гілку дерева на могилу. Вона також може бути символом стану здоров'я художниці, що погіршувалося. Проте, незважаючи на ці символи, на рани на тілі оленя, Кало пише свій автопортрет не з виразом туги та болю, а навпаки — сильним, вольовим та спокійним.
Привертає увагу той факт, що роги на голові тварини належать оленю-самцю, а не самиці. Кало зобразила себе на картині в образі й чоловіка, й жінки, а також людини та тварини. Гібридна форма художнього образу часто пояснюється дослідниками її творчості як вплив на художницю доколумбових традицій. Цей вплив також виражений через наявне на картині число «9»: кількість стріл у тілі оленя, стволів дерев у лівій частині картини, країв рогів оленя. Фріда Кало, згідно з календарем ацтеків, народилася дев'ятого дня.
На картині передня права нога оленя піднята над землею, що, можливо, є відображенням хвороби Кало. У той час, коли вона малювала «Пораненого оленя», їй було важко ходити, їй навіть зробили операцію на хребті пізніше того ж року.
Вплив християнства в картині простежується через відсилку до історії святого Себастьяна, мученика, який був прив'язаний до дерева та прошитий стрілами.